# Kyösti Haataja
Kyösti Haataja, född 19 februari 1881 i Uleåborg, död 10 augusti 1956 i Pälkäne, var en finländsk samlingspartistisk politiker. 
Haataja tog juris utriusque kandidatexamen 1910 och var referendariesekeretare i senatens justitieexpedition 1915-1918. Han var före 1918 medlem i Finska partiet. Haataja var Samlingspartiets partiledare mellan 1926 och 1932 och chefdirektör för Lantmäteristyrelsen 1917–1929. Han var ledamot av Finlands riksdag (före 1919 lantdag) 1917–1919 och 1929–1930.
Haataja tjänstgjorde som professor i handelsrätt vid Helsingfors universitet 1930–1948.

## Utmärkelser
- Sankt Annas orden, tredje klass,  23 april 1916[4]
- Kommendörstecknet av Finlands Vita Ros’ orden,  1920[4]
- Kommendör av Nordstjärneorden,  1924[4]
- Kommendör av 1. klass av Vasaorden,  26 juni 1928[5]

[Redigera Wikidata]